# Burián István (ügyvéd)
Rajeci Burián István (Kossuth, 1815. augusztus 15. – 1887. április 10.) ügyvéd.

## Élete
Édesapja Burián Ignác közbirtokos volt. Tanulmányait Nagyszombatban és Pozsonyban végezte. Pozsony vármegye másod-főügyésze és Pálffy herceg jogtanácsosa volt.

## Munkái
Írt az „Orosz József Hirnöké”-be, a pozsonyi „Recht”-be, és a „Pozsonyvidéki Lapok”-ba, többnyire névtelenül. Költeményeket is írt a 70-es és 80-as években; többi közt „A Szabadság sírja” című verset a „Magyar Állam”-ba. Több röpiratot is adott ki névtelenül, ezek egyike a „Szédelgés a szabadelvűséggel” (Pest, 1872).